# Cerkiew św. Michała Archanioła i kościół rektoralny św. Alberta Chmielowskiego w Głogowie
Cerkiew pw. Świętego Michała Archanioła i kościół rektoralny pw. św. Alberta Chmielowskiego – parafialna cerkiew greckokatolicka i rzymskokatolicki kościół rektoralny w Głogowie, w województwie dolnośląskim.
Jest to kaplica znajdująca się na parterze kamienicy wybudowanej w latach 1909-1910 jako dom parafialny św. Mikołaja.
W tym samym budynku znajduje się rzymskokatolicki kościół rektoralny ustanowiony w dniu 25 sierpnia 2011 roku przez biskupa zielonogórsko-gorzowskiego Stefana Regmunta.